# Yasuhiko Sugino
Yasuhiko Sugino (Japans: 杉野泰彦, Sugino Yasuhiko) (?, november 1939) is een Japans componist en muziekpedagoog.

## Levensloop
Sugino studeerde compositie bij Hiroshi Satoru aan het Kunitachi College of Music in Tokio, waar hij in 1962 gradueerde. Hij werd professor aan de Soka Universiteit in Hachioji. Hij is lid van de Japan Society for Music Education, de Japan Federation of Composers Inc. en de Music Education Research Japan.
Als componist schreef hij werken voor verschillende genres, maar vooral vocale muziek.

## Composities

### Werken voor orkest
- 1982 Symphonic poem "People", voor orkest
- 1984 Symphonic poem "The sky's Tsuyoshi Hisashi"
- 2003 A Poem for Orchestra "Atsuta Mura"

### Werken voor harmonieorkest
- 2001 Grand March "Great Founder", voor harmonieorkest
- 2002 Grand March "Gloria", voor harmonieorkest
- 2006 Moonlight March, voor harmonieorkest
- 2007 March "The Sun", voor harmonieorkest

### Vocale muziek

#### Cantates
- 1996 Cantata "Forever Fortress of Peace"
- 1998 Cantale "Bathing in the glow of sunrise" II
- 2005 Cantata "Standing by The Site of Takiyama Castle", voor spreker, gemengd koor en piano

#### Werken voor koor
- 1986 Spring Earth, voor gemengd koor
- 1988 Chorus Suite "Ao wa Ai yorimo Aosi’", voor gemengd koor
- 1991 The people, voor gemengd koor
- 1992 Atsuta Village, voor mannenkoor - tekst: Nobukazu Yamamoto
- 1994 Choral Suite "Weeds", voor gemengd koor - tekst: Laurel Crown
- 1994 Be like Mt.Fuji, voor gemengd koor
- 1996 An Autumn Breeze, voor mannenkoor
- 1996 Forever the Fortress of Peace (Part I)
- 1997 Everlasting cherryblossom, voor vrouwenkoor
- 1997 Forever the Fortress of Peace (Part II)
- 1998 Choral Suite "Youth, wave your banner", voor gemengd koor - tekst: Laurel Crown
- 1999 Symphonic poem for Chorus "Lyric of Construction"
- 2000 Three Lyrics "Parting on a Clear Day"
- 2000 A refreshing day of farewell, drie lyrische liederen voor gemengd koor
- 2001 Ningen Kakumei no Uta, voor vrouwenkoor en piano
- 2003 Tabibito, voor gemengd koor en piano
- 2004 A Lyric "Otsukisama no Negai", voor mannenkoor en piano
- 2004 A Laud "Ningen Kakumei no Uta", voor mannenkoor en piano
- 2004 Kofu ni Hashire, voor 2 mannenkoren en piano
- 2005 Lyric "Wish by the Moon", voor mannenkoor en piano
- 2005 Atsuhara no Sanretsusi, voor twee mannenkoren en piano
- 2005 Yoshitsune, voor mannenkoor en piano
- 2006 Sekai-koufu no Uta, voor mannenkoor en piano
- Soka team song, voor samenzang

#### Liederen
- 1979 An Evening of Songs
- 2001 Snow, voor sopraan en piano
- 2004 A Picture, voor mezzosopraan en piano
- 2004 Little Susumu and Snow, voor mezzosopraan en piano
- 2005 Children’s Song "‘It’s a Fine Day", voor mezzosopraan en piano
- Cherry blossoms fall, voor zangstem en instrumenten - tekst: Nobukazu Yamamoto: "Daisaku Ikeda"[1]

### Kamermuziek
- 2006 Fantasy "Atsuda Village", voor viool en piano

### Werken voor piano
- 1985 To the sea

## Media
1. ↑  Cherry blossoms fall